# Frossjön
Frossjön är en sjö i Åre kommun i Jämtland och ingår i Indalsälvens huvudavrinningsområde. Sjön har en area på 0,267 kvadratkilometer och ligger 447 meter över havet. Sjön avvattnas av vattendraget Frossjöbäcken.

## Delavrinningsområde
Frossjön ingår i det delavrinningsområde (700613-140457) som SMHI kallar för Ovan None. Medelhöjden är 463 meter över havet och ytan är 11,52 kvadratkilometer. Det finns inga avrinningsområden uppströms utan avrinningsområdet är högsta punkten. Frossjöbäcken som avvattnar avrinningsområdet har biflödesordning 3, vilket innebär att vattnet flödar genom totalt 3 vattendrag innan det når havet efter 291 kilometer. Avrinningsområdet består mestadels av skog (76 procent) och sankmarker (11 procent). Avrinningsområdet har 0,27 kvadratkilometer vattenytor vilket ger det en sjöprocent på 2,3 procent.